# 撒き餌レンズ
撒き餌レンズ（まきえレンズ）とは、写真レンズの一種である。

## 解説
撒き餌とは、漁や釣りを行なう際に仕掛けの近くに獲物を集めるためにばらまくエサのことであるが、あくまで集めるためなので通常あまり高価なものは使用しないとされる。これにならって、安価ながらよい写りをし、コストパフォーマンスが高いとされる交換レンズが撒き餌レンズと名付けられ、カメラ業界で幅広く使われるようになった。カメラ付属のレンズしか持たないライトユーザーにも交換レンズの楽しさを知ってもらうために考え出された。
標準ズームの画角域の単焦点レンズで、F値は小型軽量化と高性能化の両立がしやすいF1.8-2.8程度であることが多い。特殊な光学設計、機構設計、素材を用いた大口径のレンズよりF値は大きくはなるが、キットレンズよりは明るく描写力が高い。光の少ない屋内などでもシャッタースピードを上げられる、背景を大きくぼかした一眼カメラ特有の表現が可能になるなど、写真撮影の幅が広がる。
安価な撒き餌レンズで得られた分かりやすい満足感をきっかけに、より高価なレンズを試したくなる消費者心理を狙ったマーケティング手法であるとされる。